# Клопи
Клопи (Heteroptera) - це підряд комах ряду  Напівтвердокрилі. "Heteroptera", з грецької означає "різні крила": більшість видів мають передні крила з обох мембран і твердої частини (званої hemelytra ); у членів примітивних Enicocephalomorpha є крила, які повністю перетинчасті. Група об'єднує близько 40000 видів
Назва "Heteroptera" використовується в двох дуже різних способах сучасної класифікації. В номенклатурі Ліннея вона зазвичай позначає підряд в ряді Hemiptera, де може бути парафілетичною або монофілетичною в залежності від її делімітації.
Gerromorpha і Nepomorpha містять велику частину водних і навколоводних членів Heteroptera, в той час як майже всі інші групи є досить поширеними на суші.
Довжина тіла від 1 мм до 12 см. Крил 2 пари, що в стані спокою складаються плоско; осн. частина твердих крил (напівнадкрил) тверда, шкіряста, вершина — перетинчаста з характерним жилкуванням; задні крила — перетинчасті. Ротові органи у вигляді членистого хобітка, колючо-сисні. Передньоспинка сильно розвинена. На задньогрудях у дорослих клопів є пахучі залози. Понад 25 тис. видів (53 роди), поширені на всіх материках і океанічних островах. В Україні — бл. 1000. Наземні та водні комахи, живляться клітинним соком рослин, є хижаки й кровососи.
Розвиток з неповним перетворенням. Яйця відкладають на рослини або інший субстрат. Здебільшого дають 1 потомство на рік.

## Анатомія Heteroptera

Узагальнена морфологія клопів Pentatomoidea

A: голова; B: груди; C: черевце. 1: кігтики; 2: лапка; 3: гомілка; 4: стегно; 8: фасеткові очі; 9: антена; 10: ротовий апарат; 23: тергіти черевця; 25: передньоспинка; 26: щиток; частини надкрила: 27: клавіус, 28: коріум; 29: емболіум; 30: мембрана крил.